# Geuceu Iniem
Geuceu Iniem is een bestuurslaag in het regentschap Banda Aceh van de provincie Atjeh, Indonesië. Geuceu Iniem telt 1753 inwoners (volkstelling 2010).